# 야마다 산센
야마다 산센(일본어: 山田三川)은 에도 시대의 유학자이자 관리이다.
이세국 미에군 출신의 마쓰마에 번사로, 1844년 사사봉행 겸 정봉행(寺社奉行兼町奉行)에 임명되었다. 번주 마쓰마에 마사히로에게 중용되어 번정 개혁에 참여하였다.